# Wez
Ne doit pas être confondu avec Vez.
Wez est une ancienne commune française de la Marne qui a fusionné en 1965 avec Thuisy et Courmelois pour former Val-de-Vesle.

## Toponymie
Le nom de la localité est attesté sous les formes Wez (1220) ; Vé (1231) ; « Vé de lès Tusy » (1274) ; Vé juxta Tusy (1275) ; Vez (commencement du XIVe siècle) ; Wés (1309) ; Veez (1303-1512) ; Weez (1337) ; Vees, Wees (1346) ; « In villa de Vé in riparia Vidule » (1349) ; Vez lez Thuisi (1384) ; Veez les Reims (1495) ; Vuez (1542) ; Weez-sur-Vesle (1698) ; Wuez (1876).

## Liste des maires
| Période                                  | Période   | Identité              | Étiquette | Qualité |
| ---------------------------------------- | --------- | --------------------- | --------- | ------- |
| Les données manquantes sont à compléter. |           |                       |           |         |
| 1793                                     | 1830      | Brice Henrion         |           |         |
| 1830                                     | 1843      | Jacques Oudin         |           |         |
| 1843                                     | 1848      | Nicolas Henrion       |           |         |
| 1848                                     | 1858      | Charlles Fleury       |           |         |
| 1858                                     | 1869      | Claude Henrion        |           |         |
| 1869                                     | 1883      | Jean-François Barbier |           |         |
| 1883                                     | 1889      | Jean-Baptiste Barbier |           |         |
| 1889                                     | 1894      | Gabriel Bernard       |           |         |
| 1894                                     | 1907      | Joseph Hubert barbier |           |         |
| 1907                                     | 1931      | Aimé Poinsenet        |           |         |
| 1931                                     | 1941      | Charles Colmart       |           |         |
| 1941                                     | mars 1945 | Aimé Lorain           |           |         |
| 1945                                     | 1964      | René Viellard         |           |         |

## Démographie
| 1911 | 1921 | 1926 | 1931 | 1936 | 1946 | 1954 | 1962 |
| ---- | ---- | ---- | ---- | ---- | ---- | ---- | ---- |
| 194  | 178  | 116  | 130  | 177  | 205  | 183  | 189  |